# Asnières-sur-Blour
Asnières-sur-Blour är en kommun i departementet Vienne i regionen Nouvelle-Aquitaine i västra Frankrike. Kommunen ligger i kantonen L'Isle-Jourdain som tillhör arrondissementet Montmorillon. År 2022 hade Asnières-sur-Blour 189 invånare.

## Befolkningsutveckling
Antalet invånare i kommunen Asnières-sur-Blour
| Referens: INSEE |